# John Holland (lekkoatleta)
John Macfarlane „Dutch” Holland  (ur. 20 grudnia 1926 w Auckland, zm. 9 czerwca 1990) – nowozelandzki lekkoatleta płotkarz, brązowy medalista olimpijski z Helsinek z 1952.
Na igrzyskach olimpijskich w 1948 w Londynie odpadł w półfinale biegu na 400 metrów przez płotki. Podczas igrzysk Imperium Brytyjskiego w 1950 w Auckland zdobył srebrny medal w biegu na 440 jardów przez płotki (przegrywając tylko z Duncanem White z Cejlonu) oraz brązowy w sztafecie 4 × 440 jardów (wraz z nim biegli Dave Batten, Derek Stewart i Jack Sutherland). W biegu na 120 jardów przez płotki Holland zajął 5. miejsce.
Największy sukces odniósł na igrzyskach olimpijskich w 1952 w Helsinkach, gdzie zdobył brązowy medal w biegu na 400 metrów przez płotki, za Charlesem Moore’em ze Stanów Zjednoczonych i Jurijem Litujewem ze Związku Radzieckiego.
Jedenaście razy zdobywał mistrzostwo Nowej Zelandii w biegach płotkarskich na 120 jardów, 220 jardów i 440 jardów. Pięciokrotnie poprawiał rekord |Nowej Zelandii w biegu na 400 metrów przez płotki do czasu 52,0 s, uzyskanego 21 sierpnia 1952 w Helsinkach.
Po zakończeniu kariery sportowej pracował jako nauczyciel, a potem przez 30 lat w dziale sprzedaży Shell Oil.